# Ký túc xá sinh viên

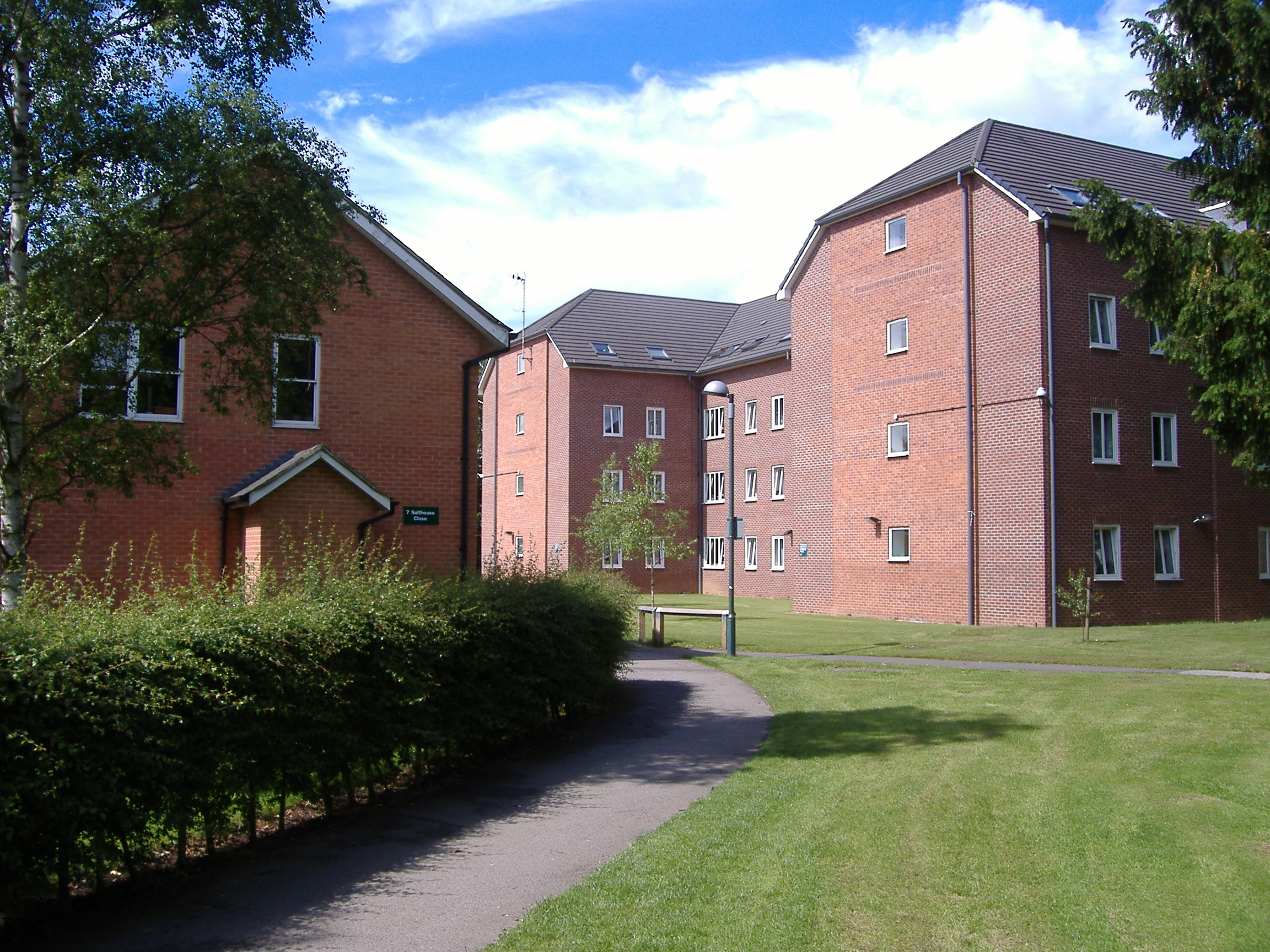
Một ký túc xá

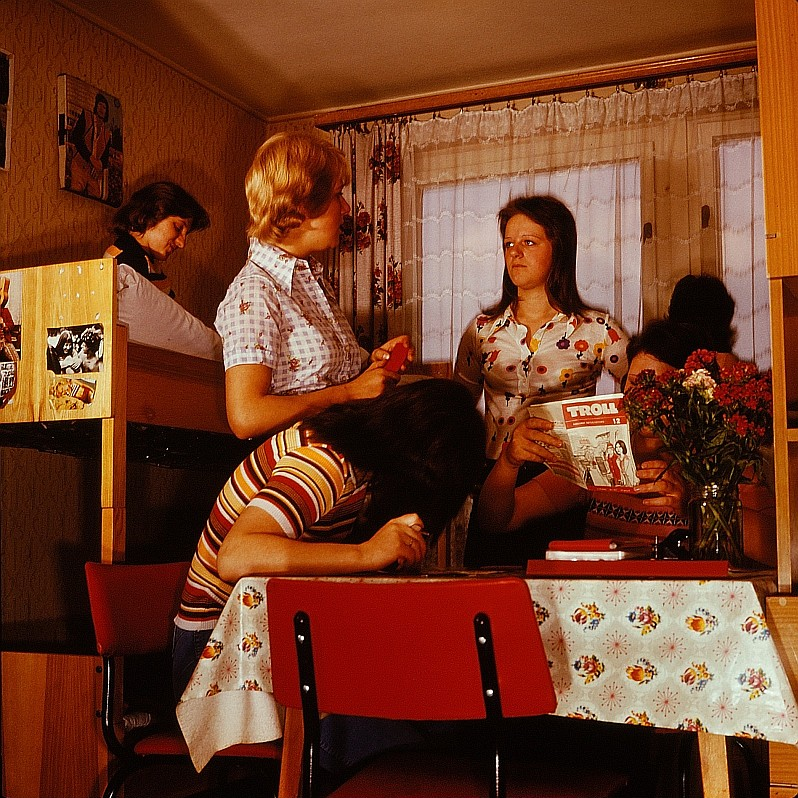
Cuộc sống của các bạn sinh viên trong ký túc xá

Ký túc xá sinh viên đôi khi còn gọi là cư xá là những công trình, tòa nhà được xây dựng để dành cho việc giải quyết nhu cầu về chỗ ở, tá túc cho các sinh viên của các trường đại học, cao đẳng, trung học chuyên nghiệp. Những sinh viên ở ký túc xá thường là sinh viên xa nhà, xa quê hoặc gặp hoàn cảnh khó khăn và có nguyện vọng được ở tại ký túc xá, một số ký túc xá dành cho các sinh viên nội trú.

## Đặc điểm
Ký túc xá thường được xây dựng trong một khuôn viên tương đối độc lập và thiết kế theo dạng nhà ở tập thể với nhiều phòng và nhiều giường trong một phòng hoặc giường tầng, cùng với hệ thống nhà vệ sinh công cộng, nhà tắm công cộng hoặc các công trình tập thể khác. Ở Hoa Kỳ, ký túc xá là một nơi cư trú bao gồm các khu phòng ngủ hoặc toàn bộ các tòa nhà chủ yếu cung cấp nhu cầu về chỗ ngủ cho số lượng lớn sinh viên thường học nội trú, trường cao đẳng hoặc đại học. Tại Anh, thuật ngữ ký túc xá đề cập cụ thể tới một phòng cá nhân, trong đó nhiều người ngủ, thường tại một trường nội trú.
Hầu hết các trường cao đẳng và các trường đại học cung cấp các phòng phòng đơn hoặc phòng đại trà cho sinh viên của họ, thường là với chi phí nhất định. Những công trình này bao gồm nhiều phòng như vậy, giống như một tòa nhà hay căn hộ. Hầu hết các ký túc xá rất gần với khuôn viên của nhà trường hơn so với nhà ở tư nhân. Sự thuận tiện này là một nhân tố chính trong sự lựa chọn của nơi ở, đặc biệt là đối với sinh viên năm đầu.

## Một số ký túc xá
Ở Việt Nam, ký túc xá Đại học Quốc gia thành phố Hồ Chí Minh hiện là ký túc xá lớn nhất Việt Nam với 3 khu. Khu A với hơn 20 block nhà 5 tầng, khu A mở rộng và khu B đang trong quá trình xây dựng, khi hoàn thành sẽ có 30 block nhà cao từ 12–16 tầng. Dự kiến năm 2015, tổng chỗ ở của ký túc xá này sẽ lên đến 60.000 chỗ, trở thành ký túc xá lớn nhất Đông Nam Á. Hiện nay mức phí với 120.000 đồng/tháng/sinh viên.
Ký túc xá của Trường Đại học Bách khoa thành phố Hồ Chí Minh được xem là ký túc xá hiện đại nhất Việt Nam. Được thiết kế như chung cư cao cấp 12 tầng, trang bị đầy đủ tiện nghi với mức phí 250.000 đồng/tháng. Tổng diện tích xây dựng khoảng 38.000 m² với kinh phí đầu tư hơn 120 tỷ đồng.
Toàn bộ tòa nhà được thiết kế theo hình chữ U, ở giữa có khuôn viên và ghế đá kết hợp với cây xanh. Bãi giữ xe tự động là một tầng hầm có diện tích 5.000 m² sử dụng thẻ cảm ứng để quản lý. Có 307 phòng dành cho sinh viên Việt Nam, tổng sức chứa là 2.456 người, được trang bị giường tầng, tủ sách, bàn học, ghế ngồi bàn vi tính riêng cho từng sinh viên. Hệ thống nhà vệ sinh, phòng tắm, sân phơi quần áo khép kín trong phòng ở.
Ngoài ra, ký túc xá còn có 20 phòng ở tầng 11 dành cho sinh viên nước ngoài với sức chứa là 80 người, đầy đủ tiện nghi. Ở tầng trên, cũng với số phòng đó của là nơi dành cho khách và các giáo sư đến giảng dạy, được trang bị và phục vụ giống như một khách sạn 3 sao. Mỗi tầng của sinh viên đều có phòng sinh hoạt chung để sinh viên có thể họp nhóm, hội họp, xem truyền hình cáp.
Tuy vậy tại Hà Nội, ký túc xá là nơi ở mơ ước của nhiều sinh viên nhưng những sinh viên được ở trong ký túc xá đôi khi cũng không sung sướng khi phải sống chung với chuột. Tại Huế, có ký túc xá với hơn 70 phòng với trên 800 sinh viên cư trú đang xuống cấp trầm trọng. Có phòng 25 m² nhưng có tới 12 sinh viên cùng ở. Nhiều giường gỗ mục ruỗng, cửa hoen gỉ, tường vôi cũ kỹ. Phòng ở quá chật chội, bức bí, thiếu ánh sáng, mùa hè thì oi bức, ngột ngạt, mùa mưa thì ẩm thấp. Phòng vệ sinh dùng chung lẫn đồ nấu ăn và áo quần trông rất nhếch nhác. Điện, nước, phòng vệ sinh đều xập xệ xuống cấp.

## Trong văn hóa
Ký túc xá được đề cập đến trong bài hát có tự đề Ký túc xá chiều mưa, do ca sĩ Lâm Hùng trình bày trong đó có đoạn: Mình tôi nơi đây ký túc xá buồn tênh/Chiều nơi quê xa những cánh cò bay la để nỗi nhớ....